# (153289) Rebeccawatson
(153289) Rebeccawatson est un astéroïde de la ceinture principale.

## Description
(153289) Rebeccawatson est un astéroïde de la ceinture principale. Il fut découvert le 22 mars 2001 à l'observatoire Junk Bond par David Healy. Il présente une orbite caractérisée par un demi-grand axe de 3,50 UA, une excentricité de 0,08 et une inclinaison de 9,7° par rapport à l'écliptique.

## Compléments